# トム・スコット (ミュージシャン)
トム・スコット（Tom Scott、1948年5月19日 - ）は、アメリカ合衆国ロサンゼルス出身の、ウェスト・コースト・ジャズ、フュージョンを代表するサックス奏者で作曲家、編曲家。10回以上グラミー賞にノミネートされており、3度受賞してもいる。

## 略歴
作曲家で編曲家のネイザン・スコットを父に、ピアニストの母を持つ。9歳の時ベニー・グッドマン等の影響でクラリネットを演奏し始める。12歳の時にスクール・バンドに入り、バリトン・サックスを担当、独学で作曲、編曲を学ぶ。伝説的なサックス奏者ジョン・コルトレーンに影響され自己スタイルを築く。1968年に初ソロ作『ザ・ハニーサックル・ブリーズ』をインパルス!レコードより発表。1970年になるとボブ・シール（Bob Thiele）創立のフライング・ダッチマン・レコード（Flying Dutchman Records）に移籍。
1973年に「L.A.エクスプレス」を結成し、アルバム『Tom Scott and The L.A. Express』を発表。
1974年、ジョージ・ハリスンとジョニ・ミッチェルのツアーに参加。後者は『マイルズ・オブ・アイルズ』としてレコード化された。1975年にはポール・マッカートニーのシングル「あの娘におせっかい」の間奏でソロを取った。このようにジャズのみならず、ロックやポップスの分野にも範囲を広く持つ。この他ジャズ以外での分野では、ホイットニー・ヒューストン、バーブラ・ストライサンド、スティーリー・ダン、ブロンディ、クインシー・ジョーンズ等と共演している。
1978年にはブルース・ブラザーズのオリジナル・メンバーとして参加。1981年には若い頃のマーカス・ミラーやリチャード・ティー等ニューヨーク勢のミュージシャンと共演したライブ・アルバム『アップル・ジュース』をコロムビア・レコードより発表。1980年代後半になるとGRPレコードに移籍、1992年にGRP創設10周年記念として結成したGRPオールスタービッグバンドに参加。1994年にGRPの創設者デイヴ・グルーシンとラリー・ローゼン（Larry Rosen）が離れ、レーベルの方針が変わってきたためにウィンダム・ヒル・ジャズに移籍、しかしウィンダム・ヒルはジャズ部門を閉鎖することになり、ハイアー・オクターヴに移籍する。

## ディスコグラフィ

### リーダー・アルバム
- 『ザ・ハニーサックル・ブリーズ』 - The Honeysuckle Breeze (1967年、Impulse!)
- 『ルーラル・スティル・ライフ』 - Rural Still Life (1969年、Impulse!)
- 『ヘアー・トゥ・ジャズ』 - Hair to Jazz (1970年、Flying Dutchman) ※トム・スコット・カルテット名義
- 『ペイント・ユア・ワゴン』 - Paint Your Wagon (1971年) ※トム・スコット・カルテット名義
- 『グレイト・スコット!』 - Great Scott (1972年、A&M)
- 『ニューヨーク・コネクション』 - New York Connection (1975年、Ode)
- 『ブロウ・イット・アウト』 - Blow It Out (1977年、Ode)
- 『インティメット・ストレンジャー』 - Intimate Strangers (1978年、Columbia)
- 『ストリート・ビート』 - Street Beat (1979年、Columbia)
- 『アップル・ジュース』 - Apple Juice (1981年、Columbia) ※ライブ
- 『ディザイア』 - Desire (1982年、Elektra)
- 『ターゲット』 - Target (1983年、Atlantic)
- 『ワン・ナイト・ワン・デイ』 - One Night – One Day (1986年、Ranwood)
- 『ストリームラインズ』 - Streamlines (1987年、GRP)
- 『フラッシュポイント』 - Flashpoint (1988年、GRP)
- 『ゼム・チェンジズ』 - Them Changes (1990年、GRP) ※with The Pat Sajak Show house band
- 『キープ・ジス・ラヴ・アライヴ』 - Keep This Love Alive (1991年、GRP)
- 『ボーン・アゲイン』 - Born Again (1992年、GRP)
- 『リード・マイ・リップス』 - Reed My Lips (1994年、GRP)
- 『ナイト・クリーチャーズ』 - Night Creatures (1995年、GRP)
- 『トイ・ストーリー2』 - Toy Story 2 (1999年) ※サウンドトラック
- New Found Freedom (2002年、Higher Octave)
- Bebop United (2006年、MCG Jazz) ※ライブ
- Telling Stories (2012年、Reviver) ※with Paulette McWilliams

L.A.エクスプレス
- 『トム・スコット&ザ・LA・エクスプレス』 - Tom Scott and The L.A. Express (1974年、Ode)
- 『トム・キャット』 - Tom Cat (1975年、Ode)
- Bluestreak (1996年、GRP)
- 『スモーキン・セクション』 - Smokin' Section (1999年、Windham Hill)

ブルース・ブラザーズ
- 『ブルースは絆』 - Briefcase Full of Blues (1978年)
- 『メイド・イン・アメリカ』 - Made in America (1980年)
- Dancin' wid da Blues Brothers (1983年)
- Everybody Needs the Blues Brothers (1988年)

## ＴＶ出演
- 『東京JAZZ2011』 (NHK BSプレミアム) 2011年10月15日